# Hemictenius opacipes
Hemictenius opacipes är en skalbaggsart som beskrevs av Edmund Reitter 1902. Hemictenius opacipes ingår i släktet Hemictenius och familjen Melolonthidae. Inga underarter finns listade i Catalogue of Life.